# Campeonato Sudamericano 1923
El Campeonato Sudamericano de Selecciones 1923 fue la séptima edición del Campeonato Sudamericano de Selecciones, competición que posteriormente sería denominada como Copa América y que es el principal torneo internacional de fútbol por selecciones nacionales en América del Sur. Se desarrolló en Montevideo, Uruguay, entre el 28 de octubre y el 2 de diciembre de 1923. Uruguay se consagró campeón sudamericano por cuarta ocasión.
Además de la selección anfitriona, participaron en el campeonato las selecciones de Argentina, Brasil y Paraguay. La inauguración tuvo lugar en el Estadio Gran Parque Central —propiedad de Nacional— de Montevideo.
El campeón Uruguay clasificó a los Juegos Olímpicos de París 1924.

## Organización

### Sede
| Montevideo          |
| ------------------- |
| Gran Parque Central |
| Capacidad: 26 000   |
|                     |

### Árbitros
- Servando Pérez
- Antônio Carneiro de Campos
- Miguel Barba
- Ángel Minoli

## Equipos participantes
Participaron cuatro de las cinco asociaciones afiliadas a la Confederación Sudamericana de Fútbol en esa época.
| Equipos participantes | Equipos participantes | Equipos participantes | Equipos participantes |
| --------------------- | --------------------- | --------------------- | --------------------- |
| Argentina             | Brasil                | Paraguay              | Uruguay               |

## Resultados

### Tabla de posiciones
| Equipo    | Pts | PJ | PG | PE | PP | GF | GC | Dif |
| --------- | --- | -- | -- | -- | -- | -- | -- | --- |
| Uruguay   | 6   | 3  | 3  | 0  | 0  | 6  | 1  | +5  |
| Argentina | 4   | 3  | 2  | 0  | 1  | 6  | 6  | 0   |
| Paraguay  | 2   | 3  | 1  | 0  | 2  | 4  | 6  | –2  |
| Brasil    | 0   | 3  | 0  | 0  | 3  | 2  | 5  | –3  |

### Partidos
| 28 de octubre de 1923 | Argentina                           | 4:3 (1:1) | Paraguay                            | Gran Parque Central, Montevideo                                    |                                                                    |
|                       | Saruppo 18' · Aguirre 58', 77', 86' |           | 10' Rivas · 50' Zelada · 75' Fretes | Asistencia: 20 000 espectadores Árbitro(s): Ángel Minoli (Uruguay) | Asistencia: 20 000 espectadores Árbitro(s): Ángel Minoli (Uruguay) |

| 4 de noviembre de 1923 | Uruguay                   | 2:0 (1:0) | Paraguay | Gran Parque Central, Montevideo                                        |                                                                        |
|                        | Scarone 11' · Petrone 88' |           |          | Asistencia: 20 000 espectadores Árbitro(s): Servando Pérez (Argentina) | Asistencia: 20 000 espectadores Árbitro(s): Servando Pérez (Argentina) |

| 11 de noviembre de 1923 | Paraguay     | 1:0 (0:0) | Brasil | Gran Parque Central, Montevideo                                        |                                                                        |
|                         | I. López 56' |           |        | Asistencia: 15 000 espectadores Árbitro(s): Servando Pérez (Argentina) | Asistencia: 15 000 espectadores Árbitro(s): Servando Pérez (Argentina) |

| 18 de noviembre de 1923 | Argentina                | 2:1 (1:1) | Brasil   | Gran Parque Central, Montevideo                                     |                                                                     |
|                         | Onzari 11' · Saruppo 76' |           | 15' Nilo | Asistencia: 15 000 espectadores Árbitro(s): Miguel Barba (Paraguay) | Asistencia: 15 000 espectadores Árbitro(s): Miguel Barba (Paraguay) |

| 25 de noviembre de 1923 | Uruguay               | 2:1 (0:0) | Brasil   | Gran Parque Central, Montevideo                                        |                                                                        |
|                         | Petrone 56' · Cea 75' |           | 59' Nilo | Asistencia: 20 000 espectadores Árbitro(s): Servando Pérez (Argentina) | Asistencia: 20 000 espectadores Árbitro(s): Servando Pérez (Argentina) |

| 2 de diciembre de 1923 | Uruguay                 | 2:0 (1:0) | Argentina | Gran Parque Central, Montevideo                                                 |                                                                                 |
|                        | Petrone 28' · Somma 88' |           |           | Asistencia: 22 000 espectadores Árbitro(s): Antônio Carneiro de Campos (Brasil) | Asistencia: 22 000 espectadores Árbitro(s): Antônio Carneiro de Campos (Brasil) |

|                                          |
| Bandera de Uruguay                       |
| Campeón Uruguay 4.º título (3.er trofeo) |

### Goleadores
3 goles
- Vicente Aguirre
- Pedro Petrone

2 goles
- Blas Saruppo
- Nilo

1 gol
- Cesáreo Onzari
- Luis Fretes
- Ildefonso López
- Gerardo Rivas
- Agustín Zelada
- José Cea
- Héctor Scarone
- Pascual Somma

### Mejor jugador del torneo
- José Nasazzi.[5]

## Clasificado a los Juegos Olímpicos de París 1924
| Bandera de Uruguay |
| Uruguay Campeón    |